# اكمة الجن (السبرة)

تعديل مصدري - تعديل

اكمة الجن محلة تابعة لقرية المحاط، التابعة لعزلة مطاية بمديرية السبرة إحدى مديريات محافظة إب في الجمهورية اليمنية.، بلغ تعداد سكانها 102 حسب تعداد اليمن لعام 2004.